# PowerBook 160

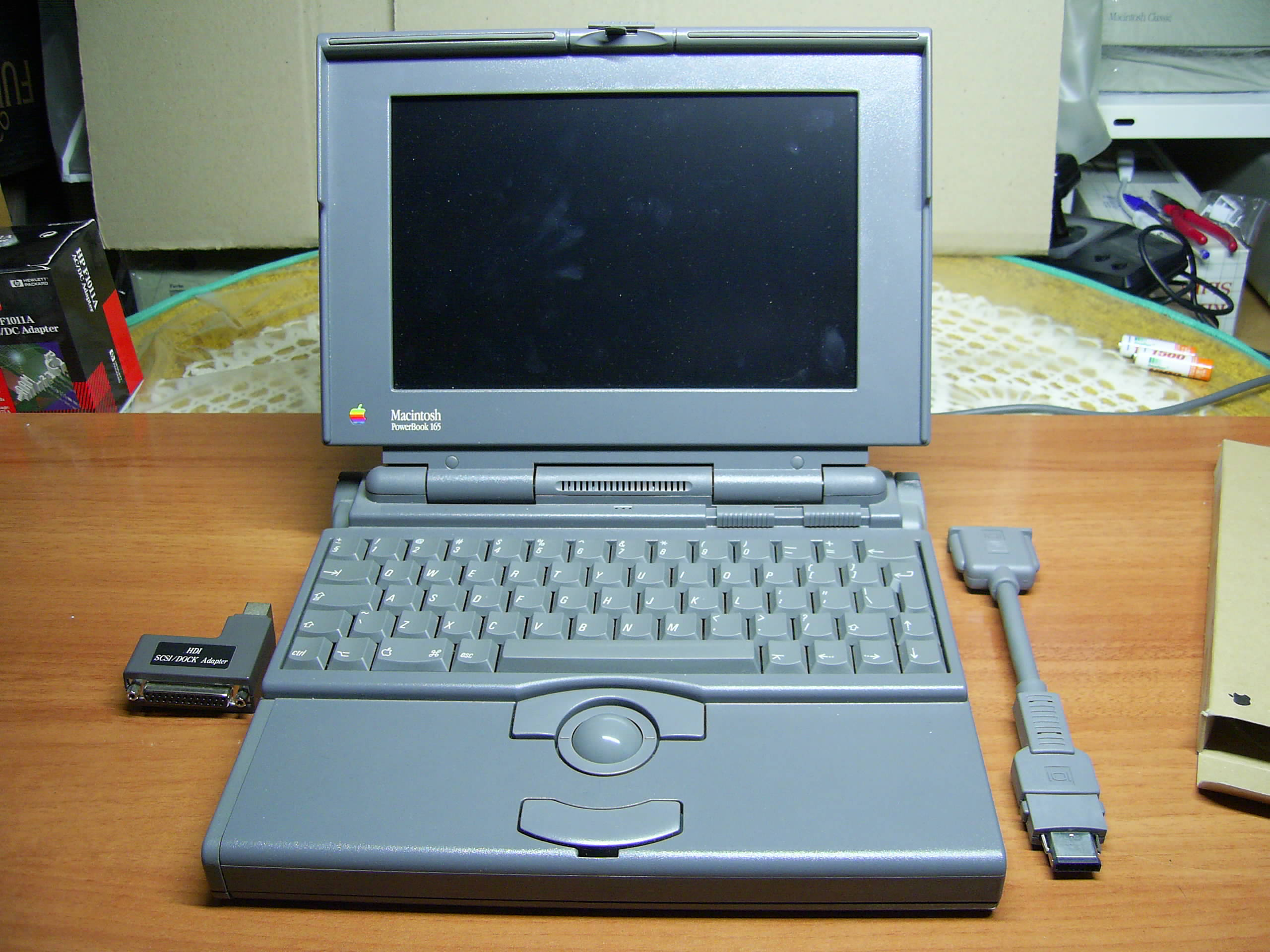
Se trata del PowerBook 165 junto con uno de sus adaptadores SCI. Encajan con el artículo.

El PowerBook 160 fue el primer ordenador portátil de Apple que podía conectarse a una pantalla externa. Fue lanzado el 19 de octubre de 1992 con el PowerBook 145 y el PowerBook 180, con un coste inicial de 2.480 dólares. Fue descatalogado el 16 de agosto de 1993 siendo reemplazado por el PowerBook 165.

Hoy en día las laptops se han vuelto muy esenciales para nuestra vida cotidiana, ya sea para el trabajo, la escuela e inclusive para el ocio como jugar videojuegos y ver películas, cosa que en ese entonces no se imaginaba que fuera tan avanzada esta tecnología después de un tiempo.

## Detalles Técnicos
- CPU: Motorola 68030 a 25 MHz, con MMU integrado, sin FPU
- ROM: 1 MB (ROM ID :	$067C)
- RAM : 4 Megabytes ampliables a 14 MB.
- Pantalla: de 9,8 pulgadas, matriz pasiva LCD integrada, soporta una resolución interna de 640 × 400 en 4 bits (niveles de gris). La GPU de Apple viene equipada con 512 KB de VRAM.  Mediante un monitor externo soporta las siguientes resoluciones:
  - 512 × 384 en 8 bits (256 colores)
  - 640 × 400 en 8 bits
  - 640 × 480 en 8 bits
  - 800 × 600 en 8 bits
  - 832 × 624 en 8 bits
- Almacenamiento
  - Una unidad de disquete SuperDrive de 3,5 y 1,44 MB
  - Un disco duro SCSI de 40 a 120 MB
  - Cualquier dispositivo SCSI externo, como:
    - Unidades Iomega Bernoulli Box
    - Unidades de Disco magneto-óptico
    - Unidades Iomega Zip
    - Unidad SuperDisk (LS-120)
    - Unidad Iomega Jaz
    - Unidad Castlewood Orb
    - Unidad CD-ROM y grabadoras
- Conectores:
  - 1 puerto SCSI (HDI-30)
  - 2 puertos serie RS-422 con Conector mini-DIN 8 (modem y printer)
  - 1 puerto ADB
  - 1 conector minijack de auriculares: mono 8 bits
  - 1 conector minijack de micrófono: mono 8 bits
  - Conector de video PowerBook
  - Conector de seguridad Kensington
- Carcasa: en plástico gris de 57 × 286 × 236 mm (2,25 × 11,25 × 9,3 pulgadas) y un peso de 3,1 kilogramos (6,8 libras). Presenta dos patillas retraíbles para mantener la caja en un plano inclinado. En el lateral derecho se encuentra la unidad de disquete y la unidad interna de disco duro. En la trasera, protegido por una trampilla, los conectores RS-422, el puerto ADB, puerto SCSI y puerto de video. La batería se encuentra en el lado izquierdo, pudiendo ser sustituida por el usuario.
- Teclado estándar de Apple de 64 teclas, ocupando 2/3 de la zona interior de la carcasa. El otro tercio ocupado por una trackball con un pulsador en la zona superior y otra en la inferior, situada debajo de la barra espaciadora.
- Expansión:
  - 1 conector específico de ampliaciones de memoria (PB 1xx, compartido con el PowerBook 145 y el PowerBook 180) SRAM, con una velocidad mínima de 85 nanosegundos.
  - 1 slot comunicaciones para el módem opcional.
- Alimentación: fuente de alimentación externa 922-0376 (válida para los PowerBook 140-145-160-165-165c-180-180c) 24 W 2 A autoconmutable 100-240 V AC, 50-60 Hz. El equipo tiene un consumo de 17 W. Utiliza una batería de níquel cadmio interna, con entre 150 a 180 minutos de autonomía.
- Sistema operativo: System 7.0.1 a System 7.6.1

Carlos Raúl Ochoa Vega